# ورزشگاه یوکوهاما
ورزشگاه یوکوهاما (انگلیسی: Yokohama Stadium) یک ورزشگاه در شهر یوکوهاما، ژاپن است.
این ورزشگاه که در سال ۱۹۷۸ تاسیس شده مخصوص مسابقات فوتبال، بیسبال، کریکت و فوتبال آمریکایی است.

## نگارخانه

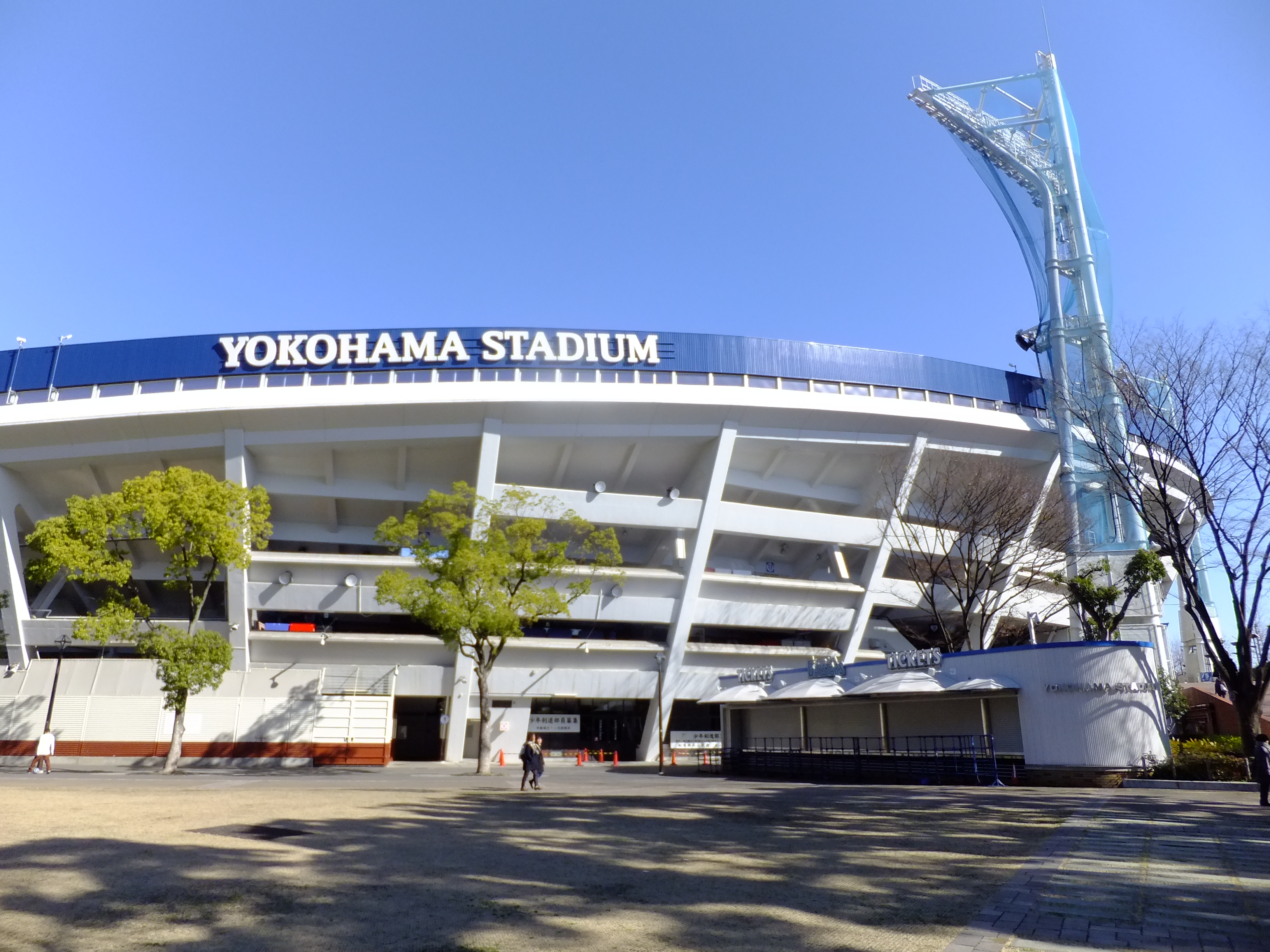
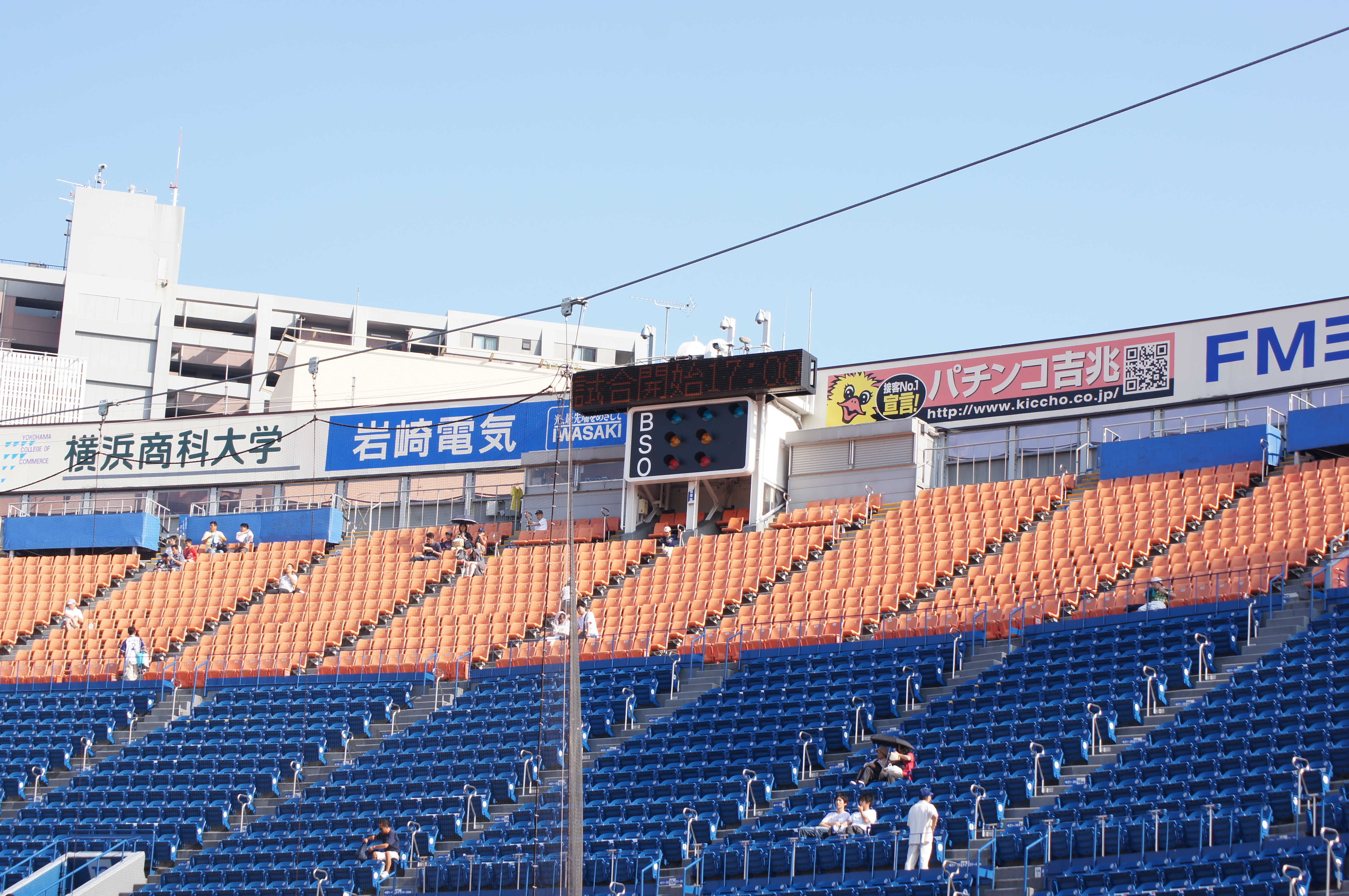
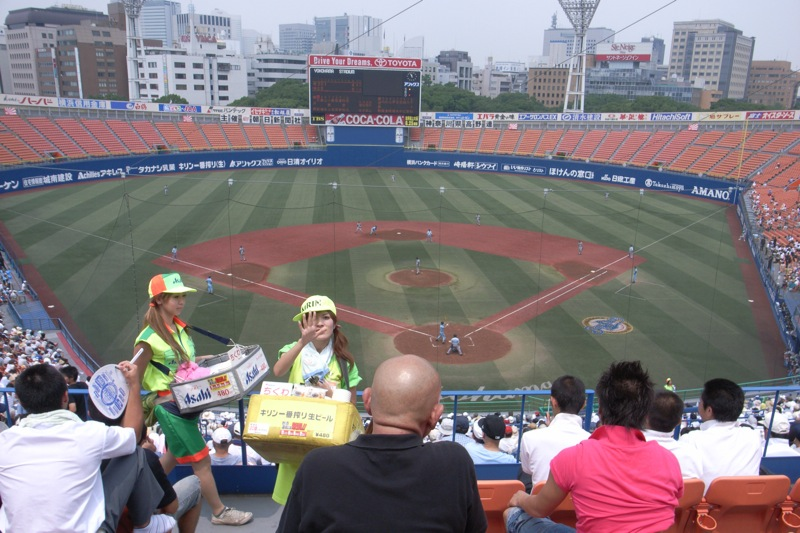
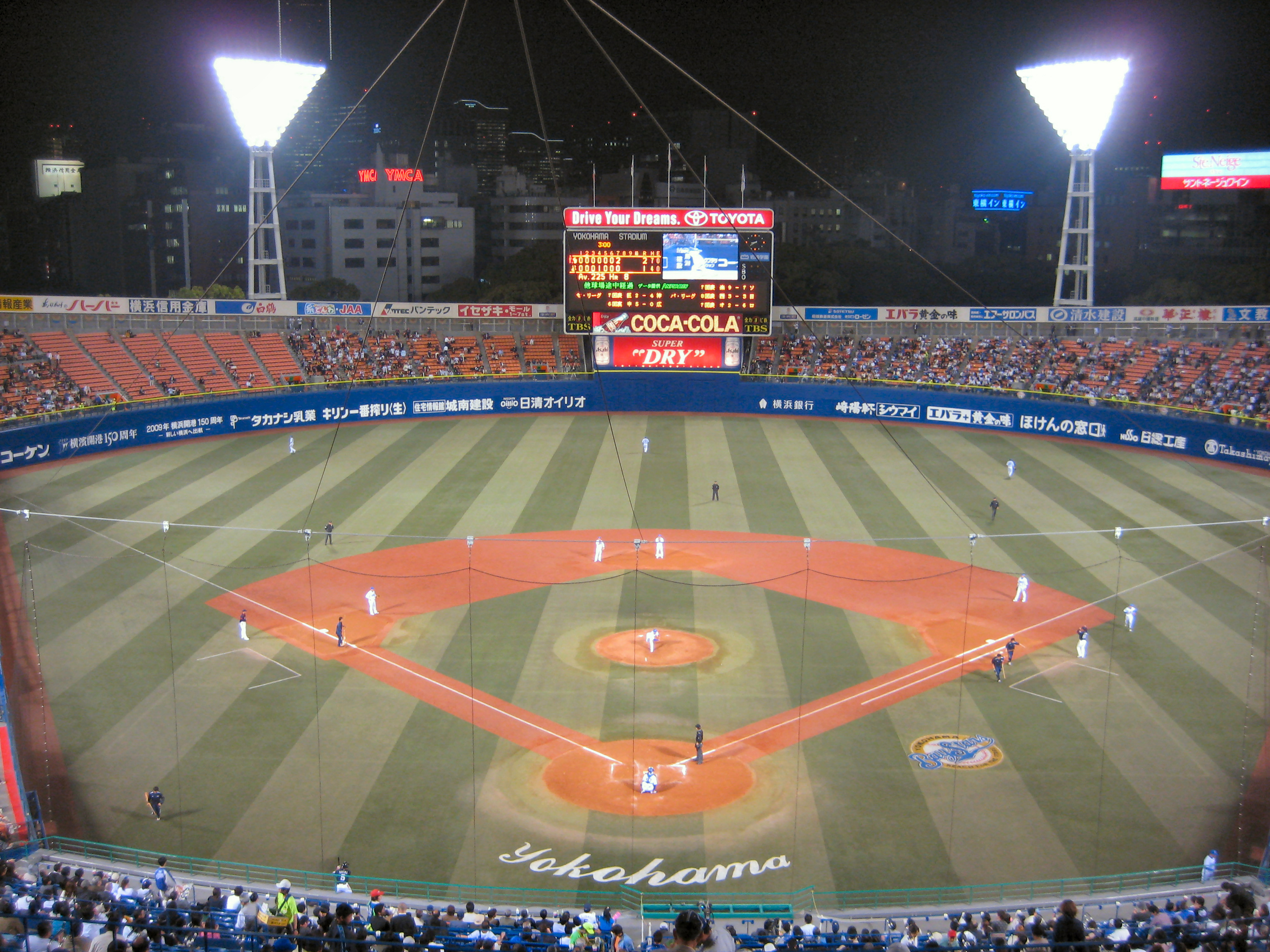